# Alighiero Boetti
Alighiero Fabrizio Boetti (Torino, 16 dicembre 1940 – Roma, 24 aprile 1994) è stato un artista italiano.
Insieme con Giovanni Anselmo, Pier Paolo Calzolari, Luciano Fabro, Jannis Kounellis, Mario Merz, Giulio Paolini, Pino Pascali, Giuseppe Penone, Michelangelo Pistoletto, Emilio Prini e Gilberto Zorio, ha fatto parte del gruppo Arte povera. Allo stesso tempo è stato anche uno dei primi a distaccarsene.
Le sue opere più celebri sono arazzi di diverso formato in cui sono inserite, suddivise in griglie, frasi e motti inventati dall'artista (per es. Il progressivo svanire della consuetudine, Dall'oggi al domani, Creare e ricreare, Non parto non resto, Ho sete di fuoco, Ho fame di vento ecc).
Boetti propone a sé stesso dei sistemi nei quali agire, spesso coinvolgendo altre persone. Oppure sono la geografia, la matematica, la geometria, i servizi postali, a fornire la piattaforma delle proprie scelte.
Il suo lavoro mette in discussione il ruolo tradizionale dell'artista, interrogando i concetti di serialità, ripetitività e paternità dell'opera d'arte.
Dopo l'opera Gemelli il filo comune che lega molti suoi lavori è sottendere nel processo creativo un dualismo di intenti.
Questo avviene specialmente dopo la sperimentazione con i materiali poveri quando Boetti si trasferisce nella capitale e decide di ripartire veramente da qualcosa di semplice, una matita e un foglio di carta quadrettato.
I meccanismi che inventerà per i suoi lavori sono strutture di pensiero applicabili alle cose senza potersi esaurire. Una volta reso chiaro il principio che li genera si staccano da schemi soggettivi e permettono la libertà di autogenerarsi come le cose della natura
Boetti ha visto la pittura come un "tradimento" degli ideali (artistici e politici) esplosi nel Sessantotto: dipingere rappresenta una sorta di distacco dal mondo reale, un distacco da guardare con disprezzo, per chi - come lui - si sente direttamente coinvolto dal presente e dalla cronaca.

## Biografia
Boetti proviene da famiglia nobile (lui stesso era conte) e nasce a Torino da Corrado Boetti, di professione avvocato, e Adelina Marchisio, violinista diventata ricamatrice. Autodidatta, approda all'arte dopo aver abbandonato gli studi di Economia e Commercio dell'Università di Torino. Fra le sue letture preferite filosofia, alchimia e esoterismo, Hermann Hesse, Paul Klee, si appassiona fin da giovane alla matematica e alla musica.
A diciassette anni scopre l'arte tantrica, gli acquarelli di Wols e poi i tagli di Fontana visti alla galleria Galatea di Torino. Il suo sguardo è già rivolto alle culture extra-europee, soprattutto orientali, Medio ed Estremo Oriente e africane. Grande viaggiatore, subisce il fascino della figura di un suo antenato del XVIII secolo, il monaco domenicano Giambattista Boetti, missionario in terre caucasiche sotto il nome di 'Profeta Mansur'.
A vent'anni dipinge paesaggi ad olio influenzato dal pittore russo Nicolas De Staël. Studia e pratica incisione a Parigi. In terra di Francia a Vallauris, dove l'artista si reca per comprare delle ceramiche da rivendere in Italia, conoscerà la sua futura moglie Annemarie Sauzeau, è il 1962.

### Anni sessanta
Fra il 1963 e il 1965 sperimenta con materiali quali il gesso, la masonite, plexiglas e congegni luminosi. Le sue prime opere sono disegni su carta a china di oggetti industriali per la registrazione come microfoni, cineprese o macchine fotografiche (saranno esposti per la prima volta soltanto nel 1981 a Parigi); incisioni e monotipi, tutti realizzati nell'appartamento-studio di via Principe Amedeo, a Torino. Nel 1964 si sposa.
Al 1966 appartengono suoi primi lavori tridimensionali: Catasta, Scala, Sedia, Ping Pong e Lampada annuale sono opere seminali per il periodo: l'impiego di materiali industriali come l'eternit, il riferimento a oggetti di uso quotidiano privati del loro scopo, l'applicazione di gesti semplici come il raddoppiare, l'accumulare, il dilatare.
(Intervista di M. Bandini a A. Boetti in "NAC" n. 3, marzo 1973)
Il 19 gennaio 1967 esordisce con una personale alla Galleria Christian Stein di Torino e partecipa a tutte le collettive del gruppo Arte povera, (Torino, Milano, Genova).
Zig-Zag, Dama, Legno e ferro 8, Boetti formula le basi della sua attitudine con la materia.
Manifesto 1967 è un'opera volutamente ermetica, alcuni simboli di cui non ci è dato capire il significato seguono il nome di alcuni artisti italiani vicini a Boetti. Visione panoramica per inquadrare una generazione, un movimento, quello poverista ma non solo, e il desiderio di aprirsi a nuove modalità. Si delinea un interesse più sincero verso la scrittura e la bidimensionalità piuttosto che per l'oggetto e la scultura. Nello stesso anno fa lunghi soggiorni nelle Cinque Terre e poi a dicembre la seconda personale alla Galleria La Bertesca di Genova.
Il 1968 è l'"apogeo di un anno barocco al massimo; dopo la fine". Nella primavera spedisce ad una cinquantina di amici la cartolina postale Gemelli, la quale attraverso un fotomontaggio mostra l'artista che tiene per mano un altro sé stesso. Sul retro scrive frasi come "De-cantiamoci su" oppure "Non marsalarti". Realizza opere utilizzando materiali come metallo, vetro, legno e cemento. Si susseguono a ritmo serrato le mostre: personali, a febbraio nuovamente da Stein, ad aprile a Milano da Franco Toselli. Collettive, a Roma, Bologna e Torino.
(A. Boetti, 1973)
Nel settembre 1968 muore a Roma in un incidente di moto Pino Pascali. Nel 1969 alla Kunsthalle di Berna inaugura la mostra collettiva "When Attitude Become Form" curata da Harald Szeemann. L'apice toccato dal movimento dell'arte povera consentirà d'ora in poi ai suoi singoli artisti, di percorrere ognuno il proprio percorso artistico a livello internazionale. Boetti appunto è uno dei più precoci a trovare una propria indipendenza artistica.
Il 19 aprile da Sperone presenta la nuova opera Niente da vedere, niente da nascondere, una vetrata da appoggiare alla parete che invita alla contemplazione.
Sempre avvolta da una meditazione Zen è l'esecuzione dell'opera Cimento dell'armonia e dell'invenzione (titolo dell'opera n.8 di Vivaldi che comprende i concerti delle Quattro Stagioni) che consiste nel ricalcare a matita i quadretti di venticinque fogli 70×50 cm. Al termine dell'operazione viene annotata la durata dell'operazione, infatti il primo esemplare si intitolava 42 ore ed era accompagnato dalla registrazione dei pochi suoni che avevano accompagnato la sua creazione. A luglio nasce il primo figlio Matteo. Colora ad acquarello e pastelli un planisfero politico utilizzando le bandiere degli stati nella loro collocazione geografica.

### Anni settanta
Nel 1970 la serie dei Viaggi postali (o Dossier postale) iniziata l'anno prima si conclude. Inizia i primi lavori in cui i francobolli apposti sulle buste esaudiscono tutte le possibili combinazioni e permutazioni. "Ho usato i francobolli per i loro colori come un artista usa un pennello o i pastelli".
A maggio è a Lucerna nella mostra "Processi di pensiero visualizzati" a cura di J.C. Ammann.
Estate 70 è un rotolo di venti metri dove migliaia di bollini autoadesivi colorati sono disposti per gioco combinatorio su una superficie quadrettata. Un meccanismo colorato che ha dei precedenti ad esempio in Dama (1967). Come il titolo ci suggerisce l'esecuzione di questo lungo rotolo fu il risultato di un'estate di lavoro trascorsa nella galleria milanese Toselli.
Alla fine dell'estate è l'idea di spingersi nella catalogazione di una parte della geografia molto controversa, la lunghezza dei grandi fiumi. Insieme alla moglie inizia un lungo lavoro che sfocerà, appunto solo nel 1977, nel libro in 500 esemplari Classificando i mille fiumi più lunghi del mondo.
Realizza il video Ciò che sempre parla in silenzio è il corpo, Boetti di spalle è ripreso nell'atto di scrivere questa frase con entrambe le mani in modo speculare.
A novembre è la volta della mostra "Vitalità del negativo", Palazzo delle Esposizioni di Roma a cura di Achille Bonito Oliva
Nel 1971 termina l'opera in progress Dodici forme a partire dal 10 giugno 1967 che formalizza il crescente interesse per l'intreccio politica, geografia e informazione.
Compie una serie di viaggi, il Guatemala, l'Oriente e poi un po' per caso il 15 marzo parte per l'Afghanistan dove rimarrà più di un mese. Considerata dall'artista come una seconda patria vi si recherà frequentemente due volte all'anno fino al 1979.
A Kabul nasce il suo primo ricamo su tessuto, ma Boetti inizia con la fine, 16 dicembre 2040 - 11 luglio 2023: due pezze di stoffa riportano il centenario della sua data di nascita e quella presunta per la sua morte. Intrecciato a questo lavoro è quello dei telegrammi che prende inizio dopo il suo ritorno.
Il 4 maggio 1971, primo telegramma ("2 giorni fa era il 2 maggio 1971") della sequenza che durerà tutta la vita dell'artista. La regola del raddoppio implica, per il 6 maggio, un secondo telegramma ("4 giorni fa era il 2 maggio 1971"), poi "8 giorni fa", "16 giorni fa" ... Così i primi sei telegrammi sono concentrati nel primo anno, il settimo e l'ottavo nel 1972...("Alighiero e Boetti, una vita", A.M. Sauzeau).
A settembre riparte con la moglie per l'Afghanistan con il progetto dell'opera Mappa, il planisfero del mondo nel quale ogni nazione è tessuta con i colori della propria bandiera (come nel precedente lavoro su carta). Oggi conservata nel prestigioso Castello di Rivoli, questa prima storica versione fa parte della Collezione A.M. Sauzeau.
Il perimetro del tessuto di questi lavori è arricchito da un testo ricamato colorato con la firma, la data, il luogo di esecuzione e un'eventuale dedica o elementi narrativi, a volte in italiano, a volte frasi dal persiano o afghano.
(A. Boetti, 1974)
Boetti intreccia anche rapporti con le persone del posto, non solo le giovani ricamatrici della scuola della signora Kandi, con le quali dà vita ad una fiorente Factory afghana, ma improvvisandosi imprenditore alberghiero apre nel quartiere residenziale Sharanaw a Kabul il One Hotel. Gestito dal giovane Dastaghir Gholam che suggerisce anche il nome, lo stesso che scriverà il diario 'nomade' e spedirà le lettere per l'opera 720 lettere da Kabul.
Nel 1972 inizia la realizzazione dei lavori a biro con Mettere al mondo il mondo e i ricami basati sulla quadratura di parole e frasi, come Ordine e disordine.
(J. C. Amman, "Dare tempo al tempo")
In autunno si trasferisce a Roma, le finestre del suo studio danno sul campanile di Santa Maria in Trastevere.
Inizia a firmarsi "Alighiero e Boetti", compiendo così la quadratura del suo nome e cognome, che diventa di 16 lettere, e contemporaneamente il suo sdoppiamento simbolico fra sfera privata, il nome e sfera pubblica, il cognome.
Partecipa ad aprile alla collettiva "De Europa" da John Weber a New York e in estate alla XXXVI Biennale di Venezia.
Nasce la sua seconda figlia Agata.
A dicembre Gian Enzo Sperone inaugura la sua nuova galleria a Roma in piazza dei Santi Apostoli.
Fra il 1973 e il 1974 le opere di Boetti proliferano in crescendo espandendosi sia per delega, di mani e teste altrui, sia attraverso una personale realizzazione.
(Maurizio Fagiolo dell'Arco, "In quell'artista c'è uno sciamano", intervista a Boetti in "Il Messaggero", Roma, 23 marzo 1977))
Realizza "carte massaggiate", ricalco su carta di oggetti di piccole dimensioni attraverso la tecnica del frottage. Gli strumenti spesso usati sul suo tavolo di lavoro diventano i soggetti di queste opere: forbici, compasso, ecc.
Proseguono i lavori realizzati con più tecniche in cui geometria e matematica si auto-organizzano in composizioni colorate. Autodisporsi, Da uno a dieci e Alternando da uno a cento e viceversa. La carta quadrettata abbandonata dal '69 ritorna ad essere il supporto di queste esplorazioni aritmetiche.
Nel 1973 e nel 1974 hanno luogo le due prime personali a New York, rispettivamente nelle gallerie Weber e Sperone. Al MOMA partecipa all'esposizione "Eight Contemporary Artist". Nell'estate del 1974 è la volta di un'esplorazione solitaria in Guatemala. Alcune fotografie di questo viaggio saranno raccolte nella serie Guatemala, sul tema del sé e dell'altro. Si porta in Afghanistan un giovane artista, Francesco Clemente, destinato ad una carriera fulminante che lo porterà a dipingere una decina d'anni dopo sulla stessa tela insieme a Andy Warhol e Jean-Michel Basquiat.
Nel 1975 soggiorna a New York per un lungo periodo e l'8 febbraio espone per la seconda volta da Weber. Gli viene commissionata una decorazione parietale sul portico del centro scolastico della Dar Al Hanan Institution a Gedda, ampiamente documentata sul numero di giugno di "Domus". Tornato in Italia sviluppa lavori a matita con nuove forme: Giogo, Saint Patrick, e in estate riparte solo verso il Sudan e l'Etiopia. Partecipa alla XII Biennale di San Paolo del Brasile.
Il 31 marzo 1977 alla Galleria dell'Ariete di Milano presenta l'Orologio annuale, orologi che segnano gli anni appunto. In aprile compie il suo undicesimo viaggio verso il One Hotel insieme al figlio e al ritorno in Italia dopo un mese, collabora col disegnatore Guido Fuga per il trittico Aerei, tre pannelli nei quali sfrecciano velivoli in tutte le direzioni.
A dicembre esce il sospirato libro The Thousand Longest RIvers in the World.
Il 4 marzo 1978 è la volta della grande antologica dell'artista alla Kunsthalle di Basilea (a cura di J.C. Amman). Quasi sessanta i lavori presentati, da quelli storici, come il Dossier postale (oggi andato perduto), a Gary Gilmore e Collo rotto braccia lunghe, i più recenti.
Il 2 marzo 1979 muore la madre Adelina, Boetti la ricorderà con l'opera Regno musicale che è dedicata a lei.
Il 5 maggio allestisce la sua prima "personale collettiva" nel Chiostro di Voltorre a Gavirate. Lavoro coreografico capace di attivare la creatività popolare degli abitanti e dei bambini della città.
A settembre sarà il suo ultimo viaggio a Kabul, che a dicembre sarà invasa dai carri armati sovietici. Fine del One Hotel e della Factory di ricamo.

### Anni ottanta
Nel 1980 espone a New York da Salvatore Ala, a Londra nella collettiva "Construction in the Art of '70 s" alla Hayward Gallery, in giugno alla Biennale di Venezia e a Tokyo per una personale e in altre gallerie italiane. L'Afghanistan diventa un territorio inaccessibile e come per compensare a questo "esilio" forzato, Boetti dà vita ad un nuovo ciclo di opere variopinte, La natura, una faccenda ottusa, sul tema della proliferazione dei regni.
Le sue considerazioni sul tema del tempo come conto alla rovescia lo portano ad interessarsi a figure come il bandito sardo Graziano (Grazianeddu) Mesina e il criminale statunitense Gary Gilmore. La base serigrafica di diversi lavori diventa l'iconografia autoreferenziale di Due mani e una matita. In essa si vede parte della testa dell'artista dall'alto e le sue due mani unite intente a tracciare una linea, Afghanistan. Il 16 dicembre compie quarant'anni, lo stesso giorno inizia la collaborazione durata quasi cinque mesi col quotidiano "Il Manifesto", sul quale viene pubblicato un suo disegno al giorno. La serie incomincia col disegno Ordine e disordine e termina il 24 aprile 1981 con le quattro frasi messe a quadrato: "fare un quadrato", "rifare un quadrato", "rifarne ancora uno", "finir di far quadrati".
Fra il 1981 e il 1982 espone in Francia alla grande mostra curata da Celant al Centro Georges Pompidou, "Identité italienne - L'art en Italie depuis 1959" e in un'antologica da Chantal Crousel. In Italia due importanti personali a Torino e Roma, rispettivamente da Franz Paludetto "Ammazzare il tempo" e da Mario Diacono. Sempre a Roma alle Mura Aureliane per la collettiva "Avanguardia transavanguardia" curata da Achille Bonito Oliva.
La sua salute, già compromessa dagli eccessi dei plumbei fine anni settanta si incrina ulteriormente nell'estate del 1982, in seguito ad un grave incidente d'auto alle Cinque terre. Resta convalescente per due mesi. Il 1982 è anche l'anno di Documenta 7, dove presenta il grande arazzo con i nomi dei fiumi e del definitivo distacco dalla moglie Annemarie. "Sciogliersi come neve al sole pensando a te e a noi" è ricamato sulla cornice di una Mappa del 1983.
Negli anni 1983-1984 fra le mostre in Italia è al Padiglione d'Arte Contemporanea di Milano (PAC) insieme a Carla Accardi e all'estero alla collettiva di respiro storicista "Arte a Torino dal 1965 al 1983" nella Kunstverein di Colonia. Le sue opere si infittiscono di scritte con la mano sinistra, dove le lettere sembrano disegnate come nelle calligrafie orientali e arabe. Sempre del 1983 è Clessidra Cerniera e viceversa, un'opera apparentemente semplice che sintetizza in un unico gesto alcuni temi cari all'artista. All'inizio del 1984 in occasione della mostra "Il modo italiano" a Los Angeles, coinvolge gli studenti della California University nel disegno per il mosaico murale permanente Alternando da uno a cento e viceversa in ceramica bianca e nera. Una personale a New York da Weber e un'ampia retrospettiva in Italia a Ravenna dal titolo "Alighiero & Boetti".
Fra 1985 e 1986 sposta lo studio in via del Pantheon, nei pressi dell'amatissimo tempio romano che ospita la tomba di Raffaello. Con il contributo delle donne afghane rifugiatesi a Peshawar in Pakistan proseguono i lavori a ricamo dell'artista: le mappe aggiornate del mondo, nuove scacchiere di lettere colorate, arazzi monocromi e il nuovo progetto Tutto. In questi anni sono presentate per la prima volta le Copertine, 1984, incominciate l'anno prima. Consistono in ricalchi a matita della prima pagina dei periodici di informazione più diffusi nel mondo. "In quel mese, le immagini erano milioni. Oggi, forse qualche centinaio. Poi, rimarrà solo questa copia sbiadita di un tempo coloratissimo" (A. Boetti, 1984). Si reca per la seconda volta in Giappone e collabora con il calligrafo Enomoto san per i lavori su carta di riso con grandi ideogrammi, Undici parole sparse nel vento.
Nel corso del 1986 sono le due personali allo Stedelijk di Eindhoven e al Nouveau Musée di Lyon-Villeurbanne, nonché la terza presenza alla Biennale di Venezia. Nello stesso anno risponde alla chiamata del gallerista napoletano Lucio Amelio che, in seguito al terremoto dell'Irpinia del 1980, aveva chiesto ai maggiori artisti del panorama contemporaneo di contribuire con un'opera che avesse come tema il terremoto, da inserire nella collezione Terrae Motus. Realizza quindi Di palo in frasca nell'estate dell'anno millenovecentottantasei, accanto al Pantheon, una riflessione sul concetto di tempo e sul pensiero: la scimmia allude alla capacità del pensiero umano di passare agilmente "di palo in frasca". Ha un forte impulso il lavoro dedicato agli arazzi di piccola e grande dimensione. Alle lettere che compongono le frasi in lingua italiana disposte in quadrato si aggiungono esempi in altre lingue, francese, tedesco, giapponese, inglese (Order and disorder).
Negli anni 1987-1989 è la sua opera a viaggiare nel mondo, alla Kunsthalle di Düsseldorf, a New York da Castelli e Sonnabend, al PAC di Milano, per finire al Pompidou di Parigi nel maggio 1989 alla mostra "Magiciens de la terre", curata da Jean-Hubert Martin. Nel 1989 realizza le scene e i costumi per lo spettacolo "Hanjo" di Vita Accardi, tratto dai "Nō" di Yukio Mishima. Vengono ultimati i grandi arazzi ricamati Tutto, nei quali la superficie del tessuto è completamente saturata da silhouette di diverse forme e colore.
Inizia una serie di quadri verticali il cui spazio è diviso in due parti: sopra, disegni a matita tratti da immagini quotidiane e sotto, una colorata giungla popolata dalle sagome dei suoi animali. Idealmente predisposti per una narrazione orizzontale spesso sono affiancati uno all'altro.

### Anni novanta
Nel marzo 1990 realizza Passepartout, un grande mosaico pensato appositamente per il pavimento della galleria francese di Lucio Amelio Piece Unique. L'opera consiste in un pentagono all'interno del quale, su ogni lato, sono stagliati in negativo cinque tipologie di archi appartenenti a periodi e culture diverse. Arco romanico, arco gotico, a ogiva, arco a tutto sesto, arco islamico e arco bizantino a ferro di cavallo.
A maggio realizza il grande Fregio per la Biennale di Venezia vincendo il Premio speciale della Giuria. La sala personale che gli viene affidata viene completamente "decorata" con opere in tecnica mista su carta che avvolgono l'intero perimetro superiore dello spazio. In settembre si risposa con Caterina Raganelli dalla quale avrà due anni più tardi il figlio Giordano Boetti (1992). Tra il 1990 e il 1991 è a New York con due personali. Nasce la serie di opere Extra-strong, fogli di carta formato commerciale o fax sono il supporto di tecniche miste raffinate utilizzando inchiostri colorati, timbrature, collage e matita. Le opere realizzate fisicamente dalle mani dell'artista sono affiancate da progetti corali nei quali assume il ruolo di regista. Le proporzioni di queste orchestrazioni si fanno però sempre più complesse.
Nel 1993 intraprende in Pakistan la classica tessitura su telaio di cinquanta kilim sul tema Alternando da uno a cento e viceversa, precedentemente conseguiti nelle variazioni della regola di disposizioni numeriche dettata dall'artista dagli studenti delle écoles de beaux- arts francesi. al fine della realizzazione della mostra" De bouche a oreille", 1993 al Magasin Centre d'art contemporain de Grenoble, diretta da Adelina Von Furstenberg concepita da A. Boetti e coordinata da Caterina Boetti e Thierry Ollat per la quale realizzerà il suo più grande Lavoro postale, 1993 di circa 47 metri di lunghezza, in collaborazione con il Musée de la Poste di Parigi.
Su un progetto abbozzato precedentemente lavora sulla scultura Autoritratto. Numerose personali in Germania, Francia e Austria e a giugno partecipa alla collettiva "Reperti" a Rio de Janeiro
Nel febbraio 1993 personale storica a Torino negli spazi della Galleria Christian Stein, la sua ultima in Italia. Riassembla due sue sculture concepite e realizzate negli anni sessanta e andate poi distrutte. Tra queste Panettone, composta di lastre di metallo e sassi di fiume. Alla Biennale di Venezia i suoi libri di tela rossa si mimetizzano nella biblioteca dei Padri Armeni sull'isola di San Lazzaro, per la mostra "Trésors de voyage" a cura di Adelina von Fürstenberg. Espone a giugno nel parco del museo olandese di Sonsbeek quella che è la sua penultima opera, Autoritratto  , la quale a ottobre verrà anche presentata a New York alla DIA foundations e nella hall del Centre Pompidou.
In estate gli viene diagnosticato un tumore. Si dedica incessantemente alla mostra del Magasin che inaugura con successo il 27 novembre. Nel febbraio 1994 c'è ancora tempo per la mostra "Alighiero Boetti, origine et destination" al Palais des Beaux-Arts di Bruxelles.Curata da Marieanne Van Leou coordinata da Caterina Boetti, dove oltre all'edizione degli undici libri di Boetti i "111", verrà esposto per la prima volta il suo L'anello EUCALYPTUS. Il 24 aprile 1994, Alighiero Boetti muore nella sua abitazione in via del Teatro Pace a Roma.
Importanti mostre postume lo omaggiano negli Stati Uniti. Personale al MOCA di Los Angeles che viaggia al P.S.1 Contemporary Art Center di Long Island. In collettiva al MOMA e al Guggenheim di New York. Nel 2012 il compositore veneziano Claudio Ambrosini scrive per la flautista Federica Lotti il brano Classifying the Thousand Shortest Sounds in the World, eseguito in World Première alla Biennale Musica di Venezia, il cui titolo è liberamente ispirato al lavoro di Boetti Classifying the thousand longest rivers in the world.

## Esposizioni internazionali

### Selezione mostre personali
- 1967 Galleria Christian Stein, Torino. Galleria La Bertesca-Masnata di Genova.
- 1969 "Io che prendo il sole a Torino il 24-2-1969" Galleria Sperone, Torino.
- 1968 "Shaman Showman", Galleria De Nieubourg, Milano.
- 1973 John Weber Gallery, New York;

"Mettere al mondo il mondo", Sperone - Fischer Gallery, Roma.
- 1975 Kunstmuseum Lucerna.
- 1978 Kunsthalle Basel, curata da Jean-Christophe Amman;

Galleria Paul Maenz, Colonia.
- 1981 Galerie Chantal Crousel, Parigi.
- 1990 "XLIV Biennale di Venezia" Venezia.
- 1992-1993 "Synchronizitat als ein Prinzip akausaler Zusammenhange" Kunstverein, Bonn;

Westfalischer Kunstverein, Münster;
Kunstmuseum, Lucerna.
- 1993 "Alternando da 1 a 100 e viceversa" Centre National d'Art Contemporain de Grenoble, Grenoble, Francia;

The Museum of Contemporary Art, Los Angeles, California, 1994;
P.S.1 Museum, Long Island City, New York, 1994.
- 1994 "Alighiero e Boetti" taking place within the project, "Origin and Destination,"

Societe des Expositions du Palais des Beaux-Arts de Bruxelles.
- 1996-97 "Alighiero Boetti," Galleria Civica d'Arte Moderna e Contemporanea, Torino;

Musee d'Art Moderne, Villeneuve d'Ascq, Francia, 1997;
Museum Moderner Kunst Stiftung Ludwig, Vienna, 1997.
- 1998 "Alighiero Boetti: Mettere al mondo il mondo" Museums für Moderne Kunst, and Galerie Jahrhunderthalle Hoechst, Frankfurt am Main.
- 1999 "Boetti; the maverick spirit of Arte Povera" Whitechapel Art Gallery, Londra.
- 2004 "Quasi Tutto" Galleria d'Arte Moderna e Contemporanea, Bergamo.
- 2009 "ALIGHIERO & BOETTI. Mettere all'Arte il Mondo", Napoli, MADRE
- 2010-2011: "Alighiero Boetti: estrategia de juego". Museo Nacional Centro de Arte Reina Sofía, Madrid.
- 2012 "Alighiero Boetti: Game Plan" Tate Modern, Londra

### Selezione mostre collettive
- 1967 "Arte Povera" Galleria La Bertesca-Masnata. "Arte Povera" Università di Genova
- 1969 "When Attitudes Become Form", curata da Halarld Szeemann, Kunsthalle, Berna;

Museum Haus Lange, Krefeld; ICA, Londra.
- 1970 "Processi di pensiero visualizzati" Kunstmuseum, Lucerna.
- 1972 "Documenta 5" Kassel;

"XXXVI Biennale di Venezia" Venezia;
"X Quadriennale" Roma.
- 1974 "Eight Contemporary Artists" Museum of Modern Art, New York.
- 1975 "VIII Biennale di S. Paolo" San Paolo.
- 1978 Kunsthalle, Basilea (a cura di Jean-

Christophe Amman);
"Dalla natura all'arte - dall'arte alla natura" Biennale di Venezia, Venezia.
- 1980 Biennale di Venezia, Venezia.
- 1981 "Identite Italienne, L'art en Italie depuis 1959" Centre Georges Pompidou, Parigi;

"Duetto - Alighiero Boetti & Ettore Sottsass" A.A.M. Architettura Arte Moderna Coop, Rome.
- 1982 "Documenta 7" Kassel, direttore artistico Rudi Fuchs.
- 1984 "Il modo italiano" California State University, Los Angeles, California.
- 1985 "Arte povera - dell'arte povera al 1985" Placido de Velázquez, Placido de Cristal, Parc del Retiro, Madrid;

"Italienische Kunst" Castello di Rivoli, Rivoli;
"Knot Arte Povera" P.S. 1, New York.
- 1986 "XLII Biennale di Venezia", Venezia;

"Il Cangiante" PAC, Milano.
- 1989 "Magiciens de la Terre" Centre Georges Pompidou, Parigi.
- 1990 "XLIV Biennale di Venezia", (sala personale - Premio Speciale della Giuria), Venezia.
- 1991 "L'Arte Povera" Kunstverein, Monaco.
- 1992 "Reperti" Museo Nacional de Beles Artes, Rio de Janeiro.
- 1994 "Mapping" The Museum of Modern Art, New York.
- 1994-95 "Worlds Envisioned" Dia Center For The Arts, New York;

"The Italian Metamorphosis, 1943 - 1968" Solomon R. Guggenheim Museum, New York.
- 1995-1996 "Tradition & Innovation: Italian Art since 1945" National Museum of Contemporary Art, Seul, Corea.
- 1996 "Tenth Biennale of Sydney" Sydney, Australia.
- 1997-1998 "Arte Italiana, 1945-1995: il visibile e l'invisibile" Aichi Prefectural Museum of Art, Nagoya;

Museum of Contemporary Art, Tokyo; Yonago City Museum of Art, Tottori; Hiroshima City Museum of Contemporary Art.
- 1997-2000 "Arte Povera: Arbeiten und Dokumente aus der Sammlung Goetz, 1958 bis heute" Neues Museum Weserburg Brema;

Kunsthalle Norimberga;
Kölnischer Kunstverein; Museum Moderner Kunst Stiftung Ludwig Wien, Palais Lichtenstein, Vienna;
Konsthalle Göteborg, Svezia; Sammlung Goetz, Monaco.
- 2000 Centre de Culture Contemporaine, Barcellona.
- 2000-2001 "Le Temps, vite" Musée national d'art moderne, Centre Georges Pompidou, Parigi;

Palazzo delle esposizioni, Roma
- 2001 XLIX Biennale di Venezia, Padiglione Italia;

"Zero to Infinity: Arte Povera" Tate Modern, Londra;
MOCA at the Geffen Contemporary, Los Angeles, 2002
- 2009 Mappe (Alighiero Boetti, Luciano Fabro, Riccardo Gusmaroli, Piero Pizzi Cannella, Salvo), Galerie Di Meo, Parigi.

## Opere
Avvertenza: Spesso con lo stesso titolo esistono più opere realizzate in anni diversi. Questo significa o che la stessa idea ha avuto differenti formalizzazioni, ad esempio da un disegno a matita si è passati ad un arazzo; oppure si tratta di opere fatte in serie con gli stessi mezzi, lo stesso principio, ma con connotazioni estetiche differenti. È questo il caso delle mappe oppure delle copertine. Dove l'opera rappresenta la prima versione di una serie, si è preferito trascurare le successive, diversamente quando si tratta di opere con lo stesso concetto ma "materialmente" molto distanti, sono state ripetute.
- 1962-1963 Senza titolo (Acquaforte).
- 1963 Senza titolo (E.A.).
- 1964 Senza titolo (Matita su carta).
- 1965 Senza titolo (Natura morta con microfono)
- 1966 Lampada annuale,Ping-Pong, Zig-Zag, Mimetico, Cubo Tutto, Mancorrente m. 2, Catasta, Sedia, Scala, Cartone ondulato, Contatore, Mancorrente a squadra, Mancorrente, Radio portatile, Senza titolo 1966, Senza titolo (microfoni), Frou Frou, The thin thumb, 11 luglio 2023 -16 dicembre 2040.
- 1966-1968 L'Eau claire, Pack, Pallacorda,
- 1967-1968 Dama.
- 1967-1971 Dodici forme dal giugno 1967
- 1967 Un metro cubo, Manifesto, AW: AB=L: MD (Andy Warhol: Alighiero Boetti = Leonardo: Marcel Duchamp), Ferro e legno, Panettone, Pavimento, Rosso Guzzi 60 1305-Rosso Gilera 60 1232
- 1968 21 ottobre 1968.
- 1968-1970 Dama, Dossier postale (versione con imballaggio), Dossier postale (versione rilegata in 25 volumi), Dossier postale (versione rilegata in 3 volumi)
- 1968-1975 Insicurononcurante (Cartella)
- 1968-1989 Colonne
- 1968 Gemelli, Shaman - Showman, Colonna, Per un uomo alienato, San Bernardino, Senza titolo(cubo).
- 1969 Io che prendo il sole a Torino il 19 gennaio 1969, I vedenti, Cimento dell'armonia e dell'invenzione, Niente da vedere niente da nascondere, Autoritratto xerox, Iter-vallo
- 1970 Permutazione di Cinque colori
- 1970-75 Cartoline (Mole Antonelliana, Torino)
- 1970 11 luglio 2023 -16 dicembre 2040, Estate 1970, Il mio primo lavoro postale, MILLENOVECENTOSETTANTA, MILLENOVECENTOSETTANTA (pizzo), Strumento musicale (appeso nello studio), Ritratto fotografico di Giorgio Colombo
- 1970-1977 Classificando i mille fiumi più lunghi del mondo (libro), I vedenti (ricamo).
- 1971 Strumento musicale, Mappa, Calligrafia, La stampa
- 1971-1993Serie di merli disposti ad intervalli regolari lungo gli spalti di una muraglia,
- 1972-1973 Mettere al mondo il mondo, I vedenti, La notte da luce alla notte
- 1972 Senza titolo (Acquolina in bocca), Senza titolo (lavoro postale).
- 1972 -1973 Mettere al mondo il mondo.
- 1973 24 lettere dall'Afghanistan, I sei sensi (vedere, udire, odorare, gustare, toccare, pensare),  Il dolce far niente, Senza titolo (lavoro postale), Insicuro noncurante, Maschio e femmina, Omonimo, Ordineedisordine, The Kabul Times-Lunedì 9 aprile 1973, Ritratto di Giorgio Colombo, Sale e zucchero, Santiago del Cile-Venerdi 14 settembre 1973
- 1974-75 Barzellette.
- 1974 Contatore, 4 differenze diffidenti 720 lettere dall'Afganistan (lavoro postale+libro di lettere), ABEEGHIIILOORTT, Autodisporsi, Calendario,1974, AIIEOOEI, Ciambella (aprile 8 lunedì S.Alberto), Ciambella (arazzo), Guatemala, Per nuovi desideri, Senza titolo (lavoro postale), Immagine somiglianza, La metà e il doppio in quattro, Minimo e Massimo, Oggetti d'affezione, Ordineedisordine (vernice a spruzzo su carta), Clino, Sita, Auro, Giovanna
- 1975 Bombe, Udire tra le parole, Ammazzare il tempo, Normale anormale, Ordine e disordine, Pari e dispari, L'albero delle ore, Due mani, una matita, Storia naturale della moltiplicazione, Riso, Sagittario .
- 1976 Tracce del racconto, Alternando da uno a cento e viceversa, Collo rotto, Collo rotto braccia lunghe, Gli anni della mia vita, Senza titolo,1976, Senza titolo,1976 (corriere della sera), Senza titolo (disegno a matita su carta), Senza titolo (domenica del Corriere), Ne testa ne coda, Immagine e somiglianza, Insicurononcurante, Faccine.
- 1977-1994 Orologi
- 1977 Aerei, Gary Gilmore, Regno animale
- 1978 Senza titolo (FARQUADRARETUTTO), Regno musicale, Titoli bianchi
- 1979 Da mille a mille, Fare quadrare tutto, Faccine colorate, Alternando da uno a cento e viceversa (realizzati dai cittadini di Gavirate), I mille fiumi più lunghi del mondo (arazzo bianco), I mille fiumi più lunghi del mondo (arazzo verde), Sedici titoli, Segno e disegno, Il muro (Gavirate,1979), Titoli, Torino 16 dicembre 1940-9 aprile 1973, Zoo.
- 1980 La natura, una faccenda ottusa, Afghanistan, Aperto-Chiuso, Autoritratto sull'Etna (polaroid), Senza titolo,1980, Senza titolo (31 gennaio 1980 per la nascita di Davide) Le quattro operazioni, MILLENOVECENTOSETTANTA (dieci anni dopo),  Tra sé e sé
- 1981 Dare tempo al tempo, Grenouilles, Senza titolo,1981, Senza titolo (aerei su pagine di giornale), Senza titolo(totem), TALVOLTALUNA TALVOLTASOLE, Dare tempo al tempo, TALVOLTALUNA TALVOLTASOLE (studio preparatorio), TALVOLTALUNA TALVOLTASOLE (01/33),
- 1982 Clessidra cerniera e viceversa, Da uno a dieci, I quattro moli (Pier Piet), Niente da vedere niente da nascondere (acquarello), Ordineedisordine (mista su carta).
- 1983 Tutto, MILLENO VE CEN TOOT TAN TA QUATTRO, MILLENO VE CEN TOOT TAN TA QUATTRO (n.I/III), Novembre, Ottobre, Dicembre, Talvoltasole talvoltaluna.
- 1984 1984, Addizione, Nuotando al gerundio, Oggi è il primo giorno del mese di agosto 1984, Sottrazione
- 1985-86 Orderanddisorder
- 1985 Passepartout ovvero la chiave universale, Shakespeare and company (A.P.), MILLENOVE100OTTANTACINQUE (n. I/III),
- 1986 Di palo in frasca nell'estate dell'anno millenovecentottantasei, accanto al Pantheon
- 1986 1986 (libro di 144 xerox delle copertine), Per Giorgio, come autoritratto, Senza titolo (time images'85), Trenta sono i colpi di pennello,
- 1987 1000novecentoottantasette, 31 gennaio sabato, Calendario,1987, Cartoline astratte, Cartoline etrusche e varie, Les Singes, Seguire il filo del discorso, Senza titolo,1987, Senza titolo,1987 (acrobata), Senza titolo,1987 (alfabeta...), Senza titolo,1987 (alighiero boetti via fratelli bandiera 10 Roma...), Senza titolo,1987 (archeo....), Senza titolo,1987 (brace yourself), Senza titolo,1987 (Davide Davide 1º aprile...), Senza titolo,1987 (direzione Italia...), Senza titolo,1987 (discipline), Senza titolo,1987 (dittico), Senza titolo,1987 (due colpi di rosso), Senza titolo,1987 (forbes), Senza titolo,1987 (gennaio 27 martedì...), Senza titolo,1987 (il cangiante...), Senza titolo,1987 (la tigre fantasma...), Senza titolo,1987 (la vita privata dell'impero romano...), Senza titolo,1987 (le nouveau musee...), Senza titolo,1987 (marzo 7 sabato), Senza titolo,1987 (newsweek images'85), Senza titolo,1987 (ordineedisordine, Senza titolo,1987 (piccola targa per ricordare...), Senza titolo,1987 (telegramma Fuchs...), Senza titolo,1987 (tensione-astensione), Senza titolo,1987 (tigre nel cerchio), Senza titolo,1987 (un mondo di particolari...), Tra sé e sé, Pensando all'amico Giorgio..., Seguire il filo del discorso, Les Singes.
- 1988 Pesci Etruschi, Polaroid, 1988, Fregio, 625 quadratini (Ricamo), 7 piccoli arazzi, A come Alighiero B come Boetti, Fregio, Cinque giugno millenovecentoottantotto, Cinque x cinque venticinque, Senza titolo,1988, Senza titolo,1988 (11-2-88 ore 12,15), Senza titolo,1988 (Ausland), Senza titolo,1988 (bank of America-Jiri Georg Dokoupil), Senza titolo,1988 (l'occhio inganna...), Senza titolo,1988 (rato e mangia...), Senza titolo,1988 (snakes under pressure), Senza titolo (Avere fame di vento), Senza titolo (Le nuove autonomie), Senza titolo (Avere sete di fuoco), Le infinite possibilità di esistere, Quattro agosto millenovenentoottantotto, Ramazam, Sciogliersi come neve al sole, Senza titolo (Oggi è il ventesimo giorno del sesto mese dell'anno millenovecentoottantotto.., Senza titolo (Seicentoventicinque lettere), Il tesoro nascosto, Seicentoventicinque quadratini dai cento colori, Niente da vedere niente da nascondere (ricamo) Nove luglio millenovecentoottantotto, Oggi diciannovesimo giorno ottavo mese dell'anno mille nove 100 ottantotto..., Oggi è il diciannovesimo giorno sesto mese dell'anno millenovecentoottantotto..., Oggi è il secondo giorno del nono mese dell'anno millenovecentoottantotto al Pantheon, Oggi tredicesimo giorno dell'ottavo mese dell'anno mille nove 100 ottantotto..., Oggi ventiseiesimo giorno settimo mese dell'anno 1000 novecento ottantotto..., Otto agosto millenovecentoottantotto, Colpo di vento, Diciassette giugno millenovecentoottantotto, Tra il cielo e la terra tra la terra e il cielo, Tra l'incudine e il martello, Tre agosto millenovecentoottantotto, Uno luglio millenovecentoottantotto, Uno nove otto otto, Van Gogh, 1988 “Resta solo ciò che è e che non può non essere né essere diverso da ciò che è”
- 1988 Mappa (L'insensata corsa della vita).
- 1989-90 Le cose nascono dalla necessità e dal caso.
- 1989 Attirare l'attenzione (per Davide Colombo, da mettere sulle quattro pareti di camera sua), Cieli ad alta quota, Fregio e Quando le parallele vanno ad incontrarsi e conoscersi per la prima volta, Quando le parallele vanno ad incontrarsi e conoscersi per la prima volta, Senza titolo (Ordine e disordine), Oggi venticinquesimo quinto mese anno uno nove otto nove.
- 1990 Fregio, Sedia, Senza titolo(Donnine), Orme, Conoscere un Delfino (Pensando all'ottimo fotografo Giorgio Colombo a Milano...), Tavole pitagoriche.
- 1991 Croazia e Slovenia, Kuwait times, Russia go home, Scriba, Omaggio a Morandi (trittico), Tempesta nel deserto, Tutto
- 1992-1993 De bouche à oreille (lavoro postale)
- 1992 Il muro (Kunstmuseum, Luzern), Extra strong (Come i piccioni accanto al Pantheon l'inverso l'opposto il contrario...), Vaso (100% Make up, design Alessandro Mendini and..., (1990)
- 1992-1993 Alternando da uno a cento e viceversa (50 kilims).
- 1992-1994 Tutto.
- 1993 Bugs Bunny (25 tecniche miste per il Kunstmuseum di Luzern), Mi fuma il cervello, Il ventitreesimo giorno del primo mese del novantatré, De bouche à oreille (100 ricami), De bouche à oreille (biro su carta).

## Alighiero Boetti nei musei
- MAMbo - Museo d'arte moderna di Bologna
- Museo d'arte contemporanea di Rivoli (TO)
- Museo nazionale delle arti del XXI secolo sez. d'arte figurativa, di Roma
- Ghisla Art Collection, Locarno
- CSAC Centro Studi e Archivio della Comunicazione, Università di Parma
- Collezione Terrae Motus, Reggia di Caserta
- Gallerie d'italia- Milano

## Quotazioni
Nel 2010, una Mappa (1989) è stata battuta da Christie's Londra per £ 1,8 milioni (€ 2 milioni). Lo stesso anno, una sua carta realizzata con la biro, Ononimo (1973), è stata battuta a £ 1 milione (€ 1,1 milioni), sempre da Christie's Londra. Nel 2011, l'arazzo Tutto (1988) è stato battuto per £ 1,3 milioni (€ 1,4 milioni). Nel 2014, la scultura Colonna (1968) è stata battuta da Christie's Londra a £ 2,4 milioni (€ 3 milioni). Nel 2021, l'arazzo Sottrazione (1982) è stato battuto da Christie's New York a $ 4,59 milioni (€ 3,7 milioni). Nel 2022 una Mappa (1979) è stata battuta da Christie's Parigi a € 5,64 milioni, e un'altra Mappa (1989) ha realizzato $ 8,8 milioni (€ 8,5 milioni) segnando un nuovo record per l'artista.